# Jound al-Aqsa
Pour les articles homonymes, voir al-Aqsa.
Jound al-Aqsa (arabe : جند الأقصى, « Les soldats d'al-Aqsa ») est un groupe rebelle salafiste djihadiste actif de 2013 à 2017 au cours de la guerre civile syrienne. Il est fondé initialement sous le nom de Sarayat al-Qods (arabe :  سرايا القدس, « Les brigades de Jérusalem »). En janvier 2017, quelques semaines avant sa dissolution, il se rebaptise sous le nom de  Liwa al-Aqsa (arabe : لواء الأقصى, « La brigade d'al-Aqsa »).

## Logos et drapeaux

Premier logo de Jound al-Aqsa.
Deuxième logo de Jound al-Aqsa.
Drapeau de Jound al-Aqsa.
Logo de Liwa al-Aqsa, à partir de janvier 2017.

## Affiliations
Le groupe est fondé sous le nom de Sarayat al-Qouds, par Abdel Aziz al-Qatari, un vétéran d'Al-Qaïda en Afghanistan qui trouve la mort en Syrie vers fin 2014. À l'origine affilié au Front al-Nosra, Jound al-Aqsa devient indépendant en 2013,. Dans le gouvernorat d'Idleb, il intègre l'Armée de la conquête le 24 mars 2015. Cependant le 23 octobre 2015, il annonce qu'il se retire de cette chambre d'opérations, en dénonçant certains groupes qui la composent et en les qualifiant de « salafistes modérés »,. Selon le chercheur Romain Caillet, Jound al-Aqsa est un groupe plus radical encore que le Front al-Nosra. Proche d'Al-Qaïda, le groupe est cependant affaibli par des dissensions internes, certains de ses membres étant proches de l'État islamique. Bien qu'il ne reconnaisse pas le califat proclamé par l'EI, Jound al-Aqsa préfère rester neutre dans le conflit qui oppose l'EI à al-Nosra et aux rebelles,. En février 2016, le groupe est affaibli par une large défection de douze de ses chefs qui rejoignent le Front al-Nosra,,.
En septembre 2016, Jound al-Aqsa prend une part active à une offensive contre le régime au nord de Hama. Mais le 6 octobre, un conflit éclate entre ce groupe et Ahrar al-Cham. Le 7 octobre, plusieurs factions rebelles — Faylaq al-Cham, Suqour al-Cham, le Front de l'authenticité et du développement, le Jabhat Ansar al-Islam (en), Jaych al-Islam, l'Armée des Moudjahidines, la Division Sultan Mourad, le Front du Levant, Jaych al-Tahrir, le Mouvement national de Libération, Fatah Halab, le Harakat Nour al-Din al-Zenki, Fastaqim Kama Umirt, l'Union islamique Ajnad al-Cham, et les Brigades islamiques al-Safwa — annoncent qu'elles soutiennent Ahrar al-Cham dans sa lutte contre Jound al-Aqsa, qu'elles accusent de « takfirisme » et de liens avec l'État islamique,,,. Après cette déclaration de guerre, Jound al-Aqsa cherche la protection du Front Fatah al-Cham, l'ex-Front al-Nosra, auquel il prête allégeance le 9 octobre 2016.
Mais le 23 janvier 2017, après de nouveaux combats avec Ahrar al-Cham, le Front Fatah al-Cham annonce finalement qu'il rejette Jound al-Aqsa,. Le 8 février 2017, le groupe annonce qu'il s'est reformé en se renommant Liwa al-Aqsa,.
À la suite de sa réorganisation le 8 février 2017, Liwa al-Aqsa attaque les positions de l'Armée syrienne libre (ASL) au nord du gouvernorat de Hama et parvient à prendre plusieurs villages sous son contrôle. Puis le 13 février, des combats éclatent dans la même région entre le Liwa al-Aqsa et Hayat Tahrir al-Cham,. Mi-février, un accord est conclu entre le Liwa al-Aqsa et les rebelles. Le 20 février, le Liwa al-Aqsa évacue le gouvernorat de Hama pour rejoindre l'État islamique, d'autres combattants rallient le Parti islamique du Turkestan.
À partir de fin 2017, l'émir d'al-Qaïda, Ayman al-Zawahiri, commence à critiquer violemment Hayat Tahrir al-Cham et son chef, Abou Mohammed al-Joulani, après l'arrestation et le bref emprisonnement de plusieurs cadres d'al-Qaïda. Al-Qaïda soupçonne également Hayat Tahrir al-Cham de développer un programme nationaliste, ce que ce dernier dément. Bon nombre de djihadistes préfèrent rester loyaux à al-Qaïda et quittent Hayat Tahrir al-Cham. Plusieurs petites formations pro-al-Qaïda émergent ainsi, comme Jaych al-Malahim et Jaych al-Badiya qui font défection d'Hayat Tahrir al-Cham fin 2017, suivis par Jaych al-Sahel début 2018. En mars, ces trois groupes fusionnent avec Saraya Kabul, Jound al-Charia et Jound al-Aqsa et rallient Tanzim Hurras ad-Din qui prête officiellement serment d'allégeance à al-Qaïda le 12 avril 2018.

## Zones d'opérations
Jound al-Aqsa est principalement actif dans le gouvernorat d'Idleb et le gouvernorat de Hama,. Le 12 mars 2016, à Ma'arrat al-Numan, Jound al-Aqsa participe avec le Front al-Nosra à des combats contre la 13e division de l'Armée syrienne libre, qui est chassée de la ville.

## Exactions
Le 9 février 2014, des hommes de Jound al-Aqsa massacrent 20 à 40 civils du village de Maan, dans le gouvernorat de Hama,.
En février 2017, les djihadistes de Jound al-Aqsa commettent un massacre contre des prisonniers rebelles. Selon Abdoul Hakim al-Rahmon, chef de l'aile politique de Jaych al-Nasr, un groupe de l'Armée syrienne libre, 200 rebelles faits prisonniers sont exécutés par les hommes de Jound al-Aqsa le 9 février, à Khan Cheikhoun, dans le sud du gouvernorat d'Idleb. Parmi les victimes figurent selon lui 160 hommes de l'Armée syrienne libre — dont 70 de Jaych al-Nasr — et 43 combattants de Hayat Tahrir al-Cham. Le groupe SITE Intelligence rapporte de son côté la mort de 150 rebelles, dont 70 de Jaych al-Nasr.

## Désignation comme organisation terroriste
Le 20 septembre 2016, les États-Unis désignent Jound al-Aqsa comme une entité terroriste.